# Néra
A Néra (románul Nera, szerbül Нера / Nera) folyó Románia és Szerbia területén, a Duna bal oldali mellékfolyója.
A Krassó-Szörényi-érchegységben ered, Karánsebestől 30 km-re délnyugatra a Déli-Kárpátokban, és Fehértemplomtól 10 km-re délnyugatra torkollik a Dunába.
Hossza 126 km ebből 27 km határfolyó, vízgyűjtő területe 1 420 km². Árvizeiről nevezetes.
Igen látványos a Néra szurdoka, amely Sasca Romanánál végződik. A partján végig jelzett turistaút vezet, néhol követi a rómaiak által a sziklákba vésett járdákat. Érdekes az Ördög tava nevű tó. Érdemes letérőt tenni a Bég völgyébe, ahol a Bég vízesése, a Bég szeme nevű tó és a nagyon híres Beusnita-vízesés látható. A vízesés után a Beusnita patak mellett tovább haladva felfelé található a Balkon-vízesés.

## Települések a folyó mentén
- Romániában: Prigor (Prigor), Bozovics (Bozovici), Dalbosex (Dalboșeț), Újsopot (Șopotu Nou), Szászkabánya (Sasca Montană), Néranádas (Naidăș), Nérasolymos (Socol).
- Szerbiában: Kusics (Kusić), Fehértemplom (Bela Crkva), Varázsliget (Vračev Gaj), Temespalánka (Banatska Palanka), Palánk (Stara Palanka).